# Sibley Peninsula
Sibley Peninsula är en halvö i Kanada.   Den ligger i provinsen Ontario, i den sydöstra delen av landet, 1 000 km väster om huvudstaden Ottawa. Sibley Peninsula ligger vid sjön Pickerel Lake.
I omgivningarna runt Sibley Peninsula växer i huvudsak blandskog.